# Чемпионат Европы по футболу 2020
Чемпионат Европы по футболу 2020 (Евро-2020, англ. 2020 UEFA European Football Championship, UEFA Euro 2020) — 16-й розыгрыш чемпионата Европы, турнира, проводимого каждые четыре года среди национальных сборных, входящих в состав УЕФА. Должен был пройти с 12 июня по 12 июля 2020 года, но из-за пандемии COVID-19 состоялся на год позже, с 11 июня по 11 июля 2021 года (при этом, как и летние Олимпийские игры в Токио, турнир сохранил изначальное название с указанием 2020 года), это первый чемпионат Европы по футболу, который был перенесён в связи с чрезвычайными обстоятельствами. 23 апреля 2021 года УЕФА принял решение о том, что зрители будут допущены на матчи турнира, однако на большинстве матчей, включая полуфиналы и финал, заполняемость трибун должна была составлять не более 50 %.
В турнире, как и на Евро-2016, выступали 24 сборные. Чемпионом стала сборная Италии, в финале в серии пенальти победившая сборную Англии.
Лучшим игроком турнира был признан вратарь сборной Италии Джанлуиджи Доннарумма. Обладателем «Золотой бутсы» и лидером по системе «гол+пас» стал нападающий и капитан сборной Португалии Криштиану Роналду, который за 4 матча отличился 5 голами и одной голевой передачей.
Это первый чемпионат Европы, проходивший не на территории одной либо двух граничащих друг с другом стран, а на 11 стадионах 11 городов 10 государств (11 национальных ассоциаций УЕФА).
В первоначальном списке значилось на один стадион больше, однако власти Ирландии отказались от идеи проводить свою часть турнира в столице страны Дублине, из-за пандемии COVID-19, вследствие чего ирландская часть турнира была перенесена в Санкт-Петербург и Лондон. Кроме того, испанские матчи чемпионата Европы прошли не в Бильбао, как планировалось изначально, а в Севилье.
По случаю 60-летия с момента первого чемпионата Европы первенство 2020 года планировалось впервые в истории провести в различных крупных городах Европы, о чём сообщил 6 декабря 2012 года на встрече в Лозанне исполнительный комитет УЕФА.
Вместе с тем, подобная акция проведения турнира в различных крупных городах Европы носит разовый характер: в 2024 году следующий чемпионат Европы состоялся в обычном формате.
Впервые в истории турнира использовалась система видеопомощи арбитрам (VAR).

## Выборы организаторов

### Условия для принятия чемпионата Европы-2020

#### Начальные
Евро-2020 явился вторым турниром, в финальной части которого играют 24 сборные. 11 декабря 2008 года исполком УЕФА начал рассматривать вопрос об изменении требований к проведению Чемпионата Европы (в частности, по поводу количества стадионов). 1 июля 2009 года в УЕФА утвердили первоначальные требования для принятия Евро. Согласно решению исполкома УЕФА, страна-хозяйка должна была бы приготовить 2 стадиона вместимостью не менее 50 тысяч зрителей, 10 стадионов вместимостью не менее 40 тысяч зрителей и 4 стадиона вместимостью не менее 30 тысяч зрителей. В документах фигурировали 19 дополнительных пунктов по оснащению стадионов, а также ещё 200 минимальных требований для оснащения инфраструктуры, аэропортов, гостиниц и так далее.

#### Итоговые
25 января 2013 года Исполком УЕФА объявил, что матчи пройдут в 12 городах Европы, которые будут выбраны позднее. К городам-хозяевам УЕФА предъявил следующие требования:
- В 11 городах пройдут по четыре матча: три игры группового этапа и один матч плей-офф. В 12-м городе пройдут встречи группового этапа, 1/8 финала, а также матчи полуфинала и финала[7].
- Страна имеет право заявить только один город с одним стадионом.
- Стадион должен иметь вместимость не менее 50 тысяч для групповых матчей и одной восьмой финала, не менее 60 тысяч для четвертьфинала и не менее 70 тысяч для полуфиналов и финала. В крайнем случае два стадиона вместимостью не менее 30 тысяч мест могут получить право на групповые матчи или матчи одной восьмой финала. Строительство ещё не готовых стадионов должно начаться к 2016 году.
- На групповом этапе в одну группу попадут не более двух сборных, чьи страны принимают чемпионат Европы: каждая сборная, чья страна будет принимать матчи, сыграет как минимум две игры на родном стадионе в групповом этапе (однако не факт, что сборная будет играть матчи плей-офф на родном поле).
- Стадионы для группового этапа будут разделены на несколько зон так, чтобы время перелёта из одного города в другой (касательно отдельной группы) не превышало двух часов.
- Команда-участница имеет право выбирать место проживания на время чемпионата где угодно.
- В городе-хозяине должны быть не менее двух аэропортов или хотя бы один аэропорт с двумя терминалами, что необходимо для удобства болельщиков[8].

В мае 2013 года президент УЕФА Мишель Платини заявил, что будет учитывать пожелания жителей тех городов, в которых ранее не проводились матчи чемпионата Европы.

### План выбора организаторов
21 марта 2012 года УЕФА объявил, что процесс подачи заявок будет начат, если более чем одна страна проявит соответствующий интерес до 15 мая 2012 года, а в случае подачи только одной заявки инициаторы этой самой заявки и будут объявлены хозяевами турнира. 16 мая в УЕФА сообщили, что сразу несколько стран подтвердили свой интерес, однако процесс отбора заявок не остановился на этом: право на подачу заявок было предоставлено всем членам УЕФА. Последним сроком было названо 30 июня 2012.

### Подтверждённые
Официально в УЕФА пришли заявки на проведение Евро-2020 от следующих стран:
- Шотландия, Ирландия и Уэльс. Ирландия и Шотландия ранее безуспешно пытались принять Евро-2008. Уэльс впервые участвует в борьбе за принятие Евро[11]. Изначально заявка подавалась только от Шотландии и Уэльса, однако опасаясь недостатка стадионов (на турнире сыграют 24 сборные), в заявку включили и Ирландию[12].
- Грузия и Азербайджан[13]. Грузия ранее не принимала участие в борьбе за какой-либо турнир, однако благодаря инициативе Президента Грузии Михаила Саакашвили подала заявку[14]. Азербайджан ранее подавал заявку на Евро-2012, но выбыл в первом же раунде. В мае 2012 решил сконцентрироваться на борьбе за Олимпиаду в Баку и вынужден был снять заявку[15], однако после вылета кандидатуры Баку вернулся в борьбу за Евро[16][17].

### Отказавшиеся от борьбы
- Болгария[18] (или Венгрия[19]) и Румыния. Венгрия неудачно боролась за Евро-2008 (в одиночку) и Евро-2012 (с Хорватией). Споры по поводу того, с кем будет сотрудничать Венгрия, затянулись, и в итоге никто не пришёл к компромиссу. Румыния, однако, планировала побороться с Венгрией за Евро-2024[20].
- Босния и Герцеговина, Хорватия и Сербия[21]. Босния и Хорватия как независимые страны неудачно боролись за Евро-2008, а Хорватия с Венгрией безуспешно боролись за Евро-2012. Сербия и Хорватия с учётом достижений Югославии уже принимала подобный турнир в 1976 году (матчи проходили в Белграде и Загребе). Попытки договориться о совместном проведении турнира не увенчались успехом из-за напряжённых отношений и финансовых проблем[22].
- Эстония и Латвия. Не участвовали ранее в борьбе за чемпионат Европы. Эстония сняла заявку в надежде получить Евро-2024.
- Турция. Ранее совместно с Грецией пыталась получить Евро-2008, а затем безуспешно боролась отдельно за Евро-2012 и Евро-2016. После трёх неудачных попыток изначально прекратила подачу заявок, однако впоследствии изменила своё решение[23][24] и всё же подала заявку[25]. Официально сняла заявку после изменения правил проведения турнира[26].

### Планировавшие, но не подавшие
В Интернете приводились противоречивые данные о кандидатах на проведение чемпионата Европы, поскольку официально УЕФА не утверждал сроки подачи заявок, составления заявочных книг и визитов в страны-кандидаты. Так или иначе, но желание принять чемпионат Европы высказывали хотя бы один раз следующие страны:
- Албания и Греция. Греция совместно с Турцией безуспешно пыталась принять Евро-2008. Попытка принятия Евро-2020 могла бы разрешить политические проблемы между Албанией и Грецией, однако сказавшийся экономический кризис заставил закрыть этот проект.
- Беларусь и Литва. Ранее не принимали участия в борьбе за Евро. Несколько любительских сайтов, созданных энтузиастами в поддержку Евро-2020, не оправдали ожидания любителей футбола. К тому же экономический кризис сильно задел Литву, а Беларусь подавала заявку в тандеме с Литвой, поэтому стране пришлось отозвать кандидатуру вслед за ней.
- Норвегия и Швеция. Опыт проведения турниров имеет Швеция как хозяйка Евро-1992. Ранее они совместно пытались принять Евро-2008, но их заявку не приняли. Безуспешной была и попытка принять Евро-2016.
- Словения. Словения даже в составе Югославии не принимала матчи Евро-1976. Попытка перетянуть на свою сторону Хорватию[27] не увенчалась успехом, и в итоге Словения не успела подать заявку.
- Чехия и Словакия. Чехия ранее пыталась подать совместную заявку с Австрией на Евро-2008, но в последний момент уступила место Швейцарии. Словакия ранее не участвовала в борьбе за принятие Евро[28]. В итоге дальше громких заявлений дело не продвинулось.

### Изменение на всеевропейский формат турнира
30 июня 2012 года, на пресс-конференции за день до финала Евро-2012 в Киеве, президент УЕФА Мишель Платини высказал идею о том что, несмотря на то, что турнир проводился одной или несколькими странами, Евро-2020 может быть распределён между «12 или 13 городами» по всей Европе. УЕФА уже использует похожую систему в отборочных турнирах к чемпионатам Европы среди юношей до 17 и 19 лет, где матчи в каждой группе проводятся в разных странах.
Так как чемпионат Европы был расширен с 16 до 24 команд, начиная с Евро-2016, половина из квалифицировавшихся команд будет сеяными и служить местом проведения матчей. 12 сеяных команд — по две в каждой группе — будут принимать у себя матчи группового этапа и 1/8 финала. Четвертьфиналы будут сыграны в нейтральных городах, а полуфиналы и финал будут сыграны в 13-м городе.
6 декабря 2012 года УЕФА постановил, что Евро-2020 будет проведён в различных городах по всей Европе. Такое решение исполкома вызвано целым рядом обстоятельств: в 2020 году чемпионату Европы по футболу исполнится 60 лет, а возросшее с 16 до 24 команд число участников накладывает дополнительную нагрузку на организаторов. Этот шаг поможет тем странам, которые не имеют стадионов современного международного уровня, построить необходимую инфраструктуру.

## Отборочный турнир
Помимо необычного принципа выбора городов для проведения турниров, аналогично не по стандартам прошёл отборочный турнир Европы. Напрямую туда попали 20 команд: все 55 сборных Европы были разделены на 10 групп, по две лучшие команды из каждой группы попали напрямую на чемпионат Европы. Ещё четыре сборные прошли по итогам первого розыгрыша Лиги наций УЕФА: все 55 сборных также были разделены на 4 дивизиона по 4 группы в каждом. Победители групп каждого дивизиона приняли участие в плей-офф-турнирах, победители этих турниров вышли в финальный этап.
Жеребьёвка группового этапа отборочного турнира состоялась 2 декабря 2018 года в Конференц-центре в Дублине, Ирландия.

### Квалифицировались в финальный турнир
| Сборная            | Способ квалификации  | Дата квалификации | Участие | Подряд | В последний раз | Лучший результат                  |
| ------------------ | -------------------- | ----------------- | ------- | ------ | --------------- | --------------------------------- |
| Бельгия            | 1-е место в группе I | 10 октября 2019   | 6       | 2      | 2016            | 2-е место (1980)                  |
| Италия             | 1-е место в группе J | 12 октября 2019   | 10      | 7      | 2016            | Чемпион (1968, 2020)              |
| Россия             | 2-е место в группе I | 13 октября 2019   | 6(11)   | 5      | 2016            | Полуфинал (2008)                  |
| Польша             | 1-е место в группе G | 13 октября 2019   | 4       | 4      | 2016            | Четвертьфинал (2016)              |
| Украина            | 1-е место в группе В | 14 октября 2019   | 3       | 3      | 2016            | Четвертьфинал (2020)              |
| Испания            | 1-е место в группе F | 15 октября 2019   | 11      | 7      | 2016            | Чемпион (1964, 2008, 2012)        |
| Турция             | 2-е место в группе H | 14 ноября 2019    | 5       | 2      | 2016            | Полуфинал (2008)                  |
| Франция            | 1-е место в группе H | 14 ноября 2019    | 10      | 8      | 2016            | Чемпион (1984, 2000)              |
| Англия             | 1-е место в группе A | 14 ноября 2019    | 10      | 3      | 2016            | 2-е место (2020)                  |
| Чехия              | 2-е место в группе A | 14 ноября 2019    | 7       | 7      | 2016            | 2-е место (1996)                  |
| Финляндия          | 2-е место в группе J | 15 ноября 2019    | Дебют   | Дебют  | Дебют           | Дебют                             |
| Швеция             | 2-е место в группе F | 15 ноября 2019    | 7       | 6      | 2016            | Полуфинал (1992)                  |
| Нидерланды         | 2-е место в группе C | 16 ноября 2019    | 10      | 1      | 2012            | Чемпион (1988)                    |
| Германия           | 1-е место в группе C | 16 ноября 2019    | 13      | 13     | 2016            | Чемпион (1972, 1980, 1996)        |
| Хорватия           | 1-е место в группе E | 16 ноября 2019    | 6       | 5      | 2016            | Четвертьфинал (1996, 2008)        |
| Австрия            | 2-е место в группе G | 16 ноября 2019    | 3       | 2      | 2016            | Групповой этап (2008, 2016, 2020) |
| Португалия         | 2-е место в группе B | 17 ноября 2019    | 8       | 7      | 2016            | Чемпион (2016)                    |
| Швейцария          | 1-е место в группе D | 18 ноября 2019    | 5       | 2      | 2016            | Четвертьфинал (2020)              |
| Дания              | 2-е место в группе D | 18 ноября 2019    | 9       | 1      | 2012            | Чемпион (1992)                    |
| Уэльс              | 2-е место в группе E | 19 ноября 2019    | 2       | 2      | 2016            | Полуфинал (2016)                  |
| Венгрия            | Победители плей-офф  | 12 ноября 2020    | 4       | 2      | 2016            | 3-е место (1964)                  |
| Словакия           | Победители плей-офф  | 12 ноября 2020    | 2       | 2      | 2016            | 1/8 финала (2016)                 |
| Шотландия          | Победители плей-офф  | 12 ноября 2020    | 3       | 1      | 1996            | Групповой этап (1992, 1996, 2020) |
| Северная Македония | Победители плей-офф  | 12 ноября 2020    | Дебют   | Дебют  | Дебют           | Дебют                             |

1. ↑  Сборная России является преемником сборной СССР, которая принимала участие в 5 финальных турнирах. Лучший результат — 1 место на чемпионате Европы 1960 года
2. ↑  Сборная Чехии является преемником сборной Чехословакии, которая принимала участие в 3 финальных турнирах. Лучший результат — 1 место на чемпионате Европы 1976 года
3. ↑  Сборная Югославии принимала участие в 5 финальных турнирах. Лучший результат — 2 место на чемпионатах 1960 и 1968 годов
4. ↑  Сборная Чехословакии принимала участие в 3 финальных турнирах. Лучший результат — 1 место на чемпионате Европы 1976 года
5. ↑  Сборная Югославии принимала участие в 5 финальных турнирах. Лучший результат — 2 место на чемпионатах 1960 и 1968 годов

## Места проведения
25 апреля 2014 года в УЕФА подтвердили заявки от 19 стран-членов ФИФА на проведение игр чемпионата. Города подавали заявки на проведение игр по пакетам: стандартному пакету (групповой этап, 1/8 финала и четвертьфиналы) и финальному пакету (полуфиналы и финал) — каждая страна могла выдвинуть не более двух городов (один на стандартный пакет и один на финальный пакет). Звёздочкой (*) [где?] отмечены города стран, в которых ранее не проводились финальные игры чемпионатов Европы.
19 сентября в швейцарской Женеве, в выставочном центре «Espace Hippomène», прошла церемония оглашения городов/футбольных ассоциаций, которые примут матчи Евро-2020.
УЕФА исключил Брюссель из числа городов, где пройдут матчи Евро-2020. Изначально в Брюсселе планировалось провести четыре игры: три матча группового этапа и один поединок 1/8 финала. Поединки столицы Бельгии отданы «Уэмбли», который проведёт три игры группового этапа, встречу раунда плей-офф, а также полуфиналы и финал.
Место проведения матча открытия между Италией и Турцией — Олимпийский стадион в Риме, место проведения финала — стадион «Уэмбли» в Лондоне.
23 апреля 2021 года УЕФА заменил Бильбао на Севилью, а матчи Дублина передали в Санкт-Петербург и Лондон.
| Лондон               | Рим                                                                                          | Мюнхен                                                                                       | Баку                          | Будапешт            |
| -------------------- | -------------------------------------------------------------------------------------------- | -------------------------------------------------------------------------------------------- | ----------------------------- | ------------------- |
| Уэмбли               | Олимпийский стадион                                                                          | Альянц Арена                                                                                 | Бакинский олимпийский стадион | Ференц Пушкаш       |
| Вместимость: 90 000  | Вместимость: 70 634                                                                          | Вместимость: 70 000                                                                          | Вместимость: 69 870           | Вместимость: 67 215 |
|                      |                                                                                              |                                                                                              |                               |                     |
| Санкт-Петербург      | Лондон Мюнхен Рим Баку Санкт-Петербург Бухарест Амстердам Севилья Будапешт Глазго Копенгаген | Лондон Мюнхен Рим Баку Санкт-Петербург Бухарест Амстердам Севилья Будапешт Глазго Копенгаген | Севилья                       | Амстердам           |
| Газпром Арена        | Лондон Мюнхен Рим Баку Санкт-Петербург Бухарест Амстердам Севилья Будапешт Глазго Копенгаген | Лондон Мюнхен Рим Баку Санкт-Петербург Бухарест Амстердам Севилья Будапешт Глазго Копенгаген | Олимпийский стадион           | Йохан Кройф Арена   |
| Вместимость: 62 315  | Лондон Мюнхен Рим Баку Санкт-Петербург Бухарест Амстердам Севилья Будапешт Глазго Копенгаген | Лондон Мюнхен Рим Баку Санкт-Петербург Бухарест Амстердам Севилья Будапешт Глазго Копенгаген | Вместимость: 57 619           | Вместимость: 55 870 |
|                      | Лондон Мюнхен Рим Баку Санкт-Петербург Бухарест Амстердам Севилья Будапешт Глазго Копенгаген | Лондон Мюнхен Рим Баку Санкт-Петербург Бухарест Амстердам Севилья Будапешт Глазго Копенгаген |                               |                     |
| Бухарест             | Лондон Мюнхен Рим Баку Санкт-Петербург Бухарест Амстердам Севилья Будапешт Глазго Копенгаген | Лондон Мюнхен Рим Баку Санкт-Петербург Бухарест Амстердам Севилья Будапешт Глазго Копенгаген | Глазго                        | Копенгаген          |
| Национальный стадион | Лондон Мюнхен Рим Баку Санкт-Петербург Бухарест Амстердам Севилья Будапешт Глазго Копенгаген | Лондон Мюнхен Рим Баку Санкт-Петербург Бухарест Амстердам Севилья Будапешт Глазго Копенгаген | Хэмпден Парк                  | Паркен              |
| Вместимость: 55 634  | Лондон Мюнхен Рим Баку Санкт-Петербург Бухарест Амстердам Севилья Будапешт Глазго Копенгаген | Лондон Мюнхен Рим Баку Санкт-Петербург Бухарест Амстердам Севилья Будапешт Глазго Копенгаген | Вместимость: 51 866           | Вместимость: 38 065 |
|                      | Лондон Мюнхен Рим Баку Санкт-Петербург Бухарест Амстердам Севилья Будапешт Глазго Копенгаген | Лондон Мюнхен Рим Баку Санкт-Петербург Бухарест Амстердам Севилья Будапешт Глазго Копенгаген |                               |                     |

| Группа | 1 хозяин    | 1 хозяин          | 2 хозяин  | 2 хозяин          | Жеребьёвка? | Команда с тремя домашними матчами |
| Группа | Команда     | Статус            | Команда   | Статус            | Жеребьёвка? | Команда с тремя домашними матчами |
| ------ | ----------- | ----------------- | --------- | ----------------- | ----------- | --------------------------------- |
| A      | Азербайджан | Выбыла            | Италия    | Квалифицировалась | Нет         | Италия                            |
| B      | Дания       | Квалифицировалась | Россия    | Квалифицировалась | Да          | Дания                             |
| C      | Нидерланды  | Квалифицировалась | Румыния   | Выбыла            | Нет         | Нидерланды                        |
| D      | Англия      | Квалифицировалась | Шотландия | Квалифицировалась | Нет         | Англия                            |
| E      | Ирландия    | Выбыла            | Испания   | Квалифицировалась | Нет         | Испания                           |
| F      | Германия    | Квалифицировалась | Венгрия   | Квалифицировалась | Нет         | Германия                          |

## Формат турнира
В финальной части турнира приняли участие 24 европейские сборные. Эти команды были разделены на шесть групп по четыре команды в каждой.
В плей-офф (1/8 финала) вышли команды, занявшие в группах первое или второе место, а также четыре лучшие команды из занявших третьи места в своих группах. Начиная с этой стадии команды проводили матчи на вылет.

## Судейские бригады
21 апреля 2021 года УЕФА назвал 19 судейских бригад для обслуживания матчей турнира. В число арбитров вошли аргентинский судья Фернандо Рапаллини и его помощники, ставшие первыми судьями из Южной Америки, выбранными для участия в чемпионате Европы в рамках программы обмена судей между УЕФА и КОНМЕБОЛ.

### Судьи
| Футбольная ассоциация | Судья                    | Помощники судьи                             | Матчи |
| --------------------- | ------------------------ | ------------------------------------------- | --- |
| Англия                | Майкл Оливер             | Стюарт Берт Саймон Беннетт                  | Венгрия — Франция (Группа F) Швеция — Польша (Группа E) Швейцария — Испания (Четвертьфинал)                                                                    |
| Англия                | Энтони Тейлор            | Гари Бесуик Адам Нанн                       | Дания — Финляндия (Группа B) Португалия — Германия (Группа F) Италия — Австрия (1/8 финала)                                                                    |
| Аргентина             | Фернандо Рапаллини       | Хуан Белатти Диего Бонфа                    | Украина — Северная Македония (Группа C) Хорватия — Шотландия (Группа D) Франция — Швейцария (1/8 финала)                                                       |
| Германия              | Феликс Брых              | Марк Борш Штефан Лупп                       | Нидерланды — Украина (Группа C) Финляндия — Бельгия (Группа B) Бельгия — Португалия (1/8 финала) Украина — Англия (Четвертьфинал) Италия — Испания (Полуфинал) |
| Германия              | Даниэль Зиберт           | Ян Зайдель Рафаэль Фольтин                  | Шотландия — Чехия (Группа D) Швеция — Словакия (Группа E) Уэльс — Дания (1/8 финала)                                                                           |
| Израиль               | Орель Гринфельд          | Рой Хасан Идан Яркони                       | Нидерланды — Австрия (Группа C) |
| Испания               | Антонио Матеу Лаос       | Пау Себриан Девис Роберто Диас дель Паломар | Бельгия — Россия (Группа B) Англия — Шотландия (Группа D) Португалия — Франция (Группа F)                                                                      |
| Испания               | Карлос дель Серро Гранде | Хуан Юсте Хименес Роберто Алонсо Фернандес  | Франция — Германия (Группа F) Хорватия — Чехия (Группа D) |
| Италия                | Даниэле Орсато           | Алессандро Джаллатини Фабиано Прети         | Англия — Хорватия (Группа E) Испания — Польша (Группа E) Швеция — Украина (1/8 финала)                                                                         |
| Нидерланды            | Бьорн Кёйперс            | Сандер ван Рукел Эрвин Зейнстра             | Дания — Бельгия (Группа B) Словакия — Испания (Группа E) Чехия — Дания (Четвертьфинал) Италия — Англия (Финал)                                                 |
| Нидерланды            | Данни Маккели            | Хессел Стегстра Ян де Врис                  | Турция — Италия (Группа A) Финляндия — Россия (Группа B) Англия — Германия (1/8 финала) Англия — Дания (Полуфинал)                                             |
| Португалия            | Артур Суареш Диаш        | Руй Тавариш Паулу Суареш                    | Турция — Уэльс (Группа A) Чехия — Англия (Группа D) |
| Россия                | Сергей Карасёв           | Игорь Демешко Максим Гаврилин               | Италия — Швейцария (Группа A) Германия — Венгрия (Группа F) Нидерланды — Чехия (1/8 финала)                                                                    |
| Румыния               | Иштван Ковач             | Василе Маринеску Овидиу Артене              | Северная Македония — Нидерланды (Группа C) |
| Румыния               | Овидиу Хацеган           | Раду Гингуляк Себастьян Георге              | Польша — Словакия (Группа E) Италия — Уэльс (Группа A) |
| Словения              | Славко Винчич            | Томаж Кланчник Андраж Ковачич               | Испания — Швеция (Группа E) Швейцария — Турция (Группа A) Бельгия — Италия (Четвертьфинал)                                                                     |
| Турция                | Джюнейт Чакыр            | Бахаттин Дуран Тарик Энгюн                  | Венгрия — Португалия (Группа F) Украина — Австрия (Группа C) Хорватия — Испания (1/8 финала)                                                                   |
| Франция               | Клеман Тюрпен            | Николя Дано Сириль Грингор                  | Уэльс — Швейцария (Группа A) Россия — Дания (Группа B) |
| Швеция                | Андреас Экберг           | Мехмет Джулум Стефан Хальберг               | Австрия — Северная Македония (Группа C) |

### Видеопомощники судей (VAR)
| Футбольная ассоциация | Судья VAR                                                                    | Офсайд VAR          |
| --------------------- | ---------------------------------------------------------------------------- | ------------------- |
| Англия                | Стюарт Аттуэлл Крис Кавана                                                   | Ли Беттс            |
| Германия              | Бастиан Данкерт Кристиан Дингерт Марко Фриц                                  | Кристиан Гиттельман |
| Испания               | Хуан Мартинес Мунуэра Хосе Мария Санчес Мартинес Алехандро Эрнандес Эрнандес | Иньиго Прието Лопес |
| Италия                | Паоло Валери Марко Ди Белло Массимилиано Иррати                              | Филиппо Мели        |
| Нидерланды            | Кевин Блом Пол ван Букел                                                     |                     |
| Польша                | Павел Гиль                                                                   |                     |
| Португалия            | Жуан Пинейру                                                                 |                     |
| Франция               | Жером Бризар Франсуа Летексье                                                | Бенжамен Пажес      |

### Резервные судьи
| Футбольная ассоциация | Судья              |
| --------------------- | ------------------ |
| Болгария              | Георгий Кабаков    |
| Италия                | Давиде Масса       |
| Польша                | Бартош Франковский |
| Сербия                | Срджан Йованович   |
| Франция               | Стефани Фраппар    |
| Швейцария             | Сандро Шерер       |

## Финальный турнир

### Жеребьёвка и посев команд
Жеребьёвка прошла 30 ноября 2019 года в Бухаресте (Румыния).
При этом имелось большое количество условий (ограничений), которые необходимо было соблюсти в ходе процедуры жеребьёвки. Чуть раньше (22 ноября) прошла жеребьёвка плей-офф путей Лиги Наций (стыковых матчей), состав путей также влиял на возможные варианты. Рассортировка команд (как по корзинам, так и по группам) была также завязана с календарём (местами проведения матчей), все эти условия было достаточно сложно состыковать между собой.
В числе таких условий (ограничений):
- Для каждой из возможных 12 хозяек изначально были определены места в группах (по две команды в каждой), с закреплением конкретных команд по конкретным группам (Группа А — Италия и Азербайджан. Группа В — Россия и Дания. Группа С — Нидерланды и Румыния. Группа D — Англия и Шотландия. Группа Е — Испания и Ирландия. Группа F — Германия и Венгрия).
- Помимо привычного разведения сборных, встреча которых нежелательна (Армения и Азербайджан, Босния и Герцеговина и Косово, Сербия и Косово, Испания и Гибралтар, Россия и Украина, Россия и Косово), также дополнительно будут разведены сборные и города-хозяева (например, Украина и Санкт-Петербург, Армения и Баку).
- Корзину 1 должны составить 6 лучших (по рейтингу отбора) команд, занявшие первые места в отборочных группах. Корзину 2 — следующие 4 победителя групп и 2 лучшие команды из занявших вторые места. Корзину 3 — команды с рейтингом 3—8 из числа занявших вторые места. Корзину 4 — 2 худшие команды из числа занявших вторые места и 4 победителя путей плей-офф в Лиге Наций, при этом последние на момент жеребьёвки будут обезличены, так как игры плей-офф пройдут весной 2020 года.
- В соответствии с закреплением за командами-хозяйками Евро-2020 их мест в группах, две такие команды из одной группы не могут находиться в одной корзине.
- Если по рейтингу по результатам групповых игр две сборные-хозяйки, связанные между собой нахождением в одной группе, попадают в одну корзину, то одна из них будет перемещена на одну корзину выше или ниже, с таким расчётом, чтобы это перемещение минимально повлияло на первоначальный посев.
- Если одна из двух сборных-хозяек Евро-2020 из одной группы финальной стадии пройдёт в финальную стадию напрямую, а другая попадёт в стыковые игры (пути плей-офф Лиги наций), то прошедшая напрямую сборная должна будет провести все три групповые игры финальной стадии на своём поле.

Принципы очерёдности условий (ограничений) УЕФА чётко не оговорены, сообщается, что УЕФА может прибегнуть к помощи специального комитета в администрации и провозгласит принципы и рассортирует команды по корзинам по завершении игр в отборочных группах и в соответствии с результатами жеребьёвки пути плей-офф Лиги наций.
| Команда  | Группа   | Ранг |
| -------- | -------- | ---- |
| Бельгия  | Группа B | 1    |
| Италия   | Группа A | 2    |
| Англия   | Группа D | 3    |
| Германия | Группа F | 4    |
| Испания  | Группа E | 5    |
| Украина  | Группа C | 6    |

| Команда    | Группа   | Ранг |
| ---------- | -------- | ---- |
| Франция    | Группа F | 7    |
| Польша     | Группа E | 8    |
| Швейцария  | Группа A | 9    |
| Хорватия   | Группа D | 10   |
| Нидерланды | Группа C | 11   |
| Россия     | Группа B | 12   |

| Команда    | Группа   | Ранг |
| ---------- | -------- | ---- |
| Португалия | Группа F | 13   |
| Турция     | Группа A | 14   |
| Дания      | Группа B | 15   |
| Австрия    | Группа C | 16   |
| Швеция     | Группа E | 17   |
| Чехия      | Группа D | 18   |

| Команда            | Группа   | Ранг |
| ------------------ | -------- | ---- |
| Уэльс              | Группа A | 19   |
| Финляндия          | Группа B | 20   |
| Словакия           | Группа E | 22   |
| Шотландия          | Группа D | 29   |
| Северная Македония | Группа C | 30   |
| Венгрия            | Группа F | 31   |

## Составы команд
Окончательные заявки сборных содержат по 26 игроков, 3 из которых — вратари.
Травмы и заболевания
Ряд игроков национальных сборных в преддверии старта своей команды на турнире получили травмы или вирусные заболевания, ввиду чего не смогли принять участие в чемпионате Европы. В их число вошли:
- Трент Александер-Арнольд[40] («Ливерпуль», Англия)
- Мейсон Гринвуд[41] («Манчестер Юнайтед», Англия)
- Ник Поуп[42] («Бернли», Англия)
- Доминик Собослаи[43] («РБ Лейпциг», Германия)
- Марк-Андре тер Стеген[44] («Барселона», Испания)
- Ансу Фати[45] («Барселона», Испания)
- Николо Дзаньоло[46] («Рома», Италия)
- Стефано Сенси[47] («Интернационале», Италия)
- Донни ван де Бек[48] («Манчестер Юнайтед», Англия)
- Вирджил ван Дейк[49] («Ливерпуль», Англия)
- Яспер Силлессен[50] («Валенсия», Испания)
- Аркадиуш Милик[51] («Олимпик Марсель», Франция)
- Жуан Канселу[52] («Манчестер Сити», Англия)
- Педру Нету[53] («Вулверхэмптон Уондерерс», Англия)
- Арсен Захарян[54] («Динамо» (Москва), Россия)
- Андрей Мостовой[55] («Зенит» (Санкт-Петербург), Россия)
- Виталий Буяльский[56] («Динамо» (Киев), Украина)
- Жуниор Мораес[57] («Шахтёр», Украина)
- Виктор Коваленко[58] («Аталанта», Италия)
- Евгений Коноплянка[58] («Шахтёр», Украина)
- Златан Ибрагимович[59] («Милан», Италия)

## Групповой этап

### Критерии классификации команд
В случае равенства очков двух или более команд после завершения всех матчей группового этапа применялись следующие критерии классификации:
1. наибольшее количество очков, набранных в очных встречах между командами;
2. наибольшая разница забитых и пропущенных мячей в очных встречах между командами;
3. наибольшее количество забитых мячей в очных встречах между командами;
4. если после применения критериев 1—3 команды всё ещё равны по всем вышеуказанным показателям (включая ситуацию, когда после применения показателей 1—3 для трёх команд с равным количеством очков одна из команд отличается от двух других по вышеуказанным показателям, а две другие равны по ним), критерии 1—3 вновь применяются в отношении матчей между оставшимися командами. Если это не определяет позиции команд, применяются критерии с 5-го по 10-й;
5. наибольшая разница забитых и пропущенных мячей во всех групповых матчах;
6. наибольшее количество забитых мячей во всех групповых матчах;
7. наибольшее количество побед во всех групповых матчах;
8. если в последнем раунде группового этапа две команды, имеющие равное количество очков и равное количество забитых и пропущенных мячей, играют друг с другом, и матч завершается вничью, их позиция определяется в серии послематчевых пенальти (критерий не применяется, если равные показатели у более чем двух команд);
9. наименьшее количество дисциплинарных очков фейр-плей (1 очко за жёлтую карточку, 3 очка за красную карточку, 3 очка за удаление за две жёлтые карточки);
10. позиция команды в общем рейтинге отборочного турнира.

### Критерии классификации четырёх лучших команд, занявших третьи места в своих группах
Четыре лучшие команды, занявшие третьи места в своих группах, но получающие право выхода в плей-офф, определялись по следующим критериям:
1. наибольшее количество очков, набранных в матчах группового этапа;
2. наибольшая разница забитых и пропущенных мячей в матчах группового этапа;
3. наибольшее количество забитых мячей в матчах группового этапа;
4. количество побед в матчах группового этапа;
5. наименьшее количество дисциплинарных очков фейр-плей (1 очко за жёлтую карточку, 3 очка за красную карточку, 3 очка за удаление за две жёлтые карточки);
6. позиция команды в общем рейтинге отборочного турнира.

### Группа A
| Поз | Команда    | И | В | Н | П | МЗ | МП | РМ | О | Квалификация     |
| --- | ---------- | - | - | - | - | -- | -- | -- | - | ---------------- |
| 1   | Италия (Х) | 3 | 3 | 0 | 0 | 7  | 0  | +7 | 9 | Выход в плей-офф |
| 2   | Уэльс      | 3 | 1 | 1 | 1 | 3  | 2  | +1 | 4 | Выход в плей-офф |
| 3   | Швейцария  | 3 | 1 | 1 | 1 | 4  | 5  | −1 | 4 | Выход в плей-офф |
| 4   | Турция     | 3 | 0 | 0 | 3 | 1  | 8  | −7 | 0 |                  |

1. 1 2  Команды набрали равное количество очков и сыграли вничью в очной встрече (Уэльс 1:1 Швейцария). Для ранжирования использовался показатель разницы мячей во всех матчах группового этапа.

| Турция | 0:3     | Италия                                            |
| ------ | ------- | ------------------------------------------------- |
|        | (отчёт) | - Демирал 53′ (авт.) - Иммобиле 66′ - Инсинье 79′ |

| Уэльс     | 1:1     | Швейцария    |
| --------- | ------- | ------------ |
| - Мур 74′ | (отчёт) | - Эмболо 49′ |

| Турция | 0:2     | Уэльс                       |
| ------ | ------- | --------------------------- |
|        | (отчёт) | - Рэмзи 42′ - Робертс 90+5′ |

| Италия                              | 3:0     | Швейцария |
| ----------------------------------- | ------- | --------- |
| - Локателли 26′, 52′ - Иммобиле 89′ | (отчёт) |           |

| Швейцария                        | 3:1     | Турция         |
| -------------------------------- | ------- | -------------- |
| - Сеферович 6′ - Шакири 26′, 68′ | (отчёт) | - Кахведжи 62′ |

| Италия        | 1:0     | Уэльс |
| ------------- | ------- | ----- |
| - Пессина 39′ | (отчёт) |       |

### Группа B
| Поз | Команда    | И | В | Н | П | МЗ | МП | РМ | О | Квалификация     |
| --- | ---------- | - | - | - | - | -- | -- | -- | - | ---------------- |
| 1   | Бельгия    | 3 | 3 | 0 | 0 | 7  | 1  | +6 | 9 | Выход в плей-офф |
| 2   | Дания (Х)  | 3 | 1 | 0 | 2 | 5  | 4  | +1 | 3 | Выход в плей-офф |
| 3   | Финляндия  | 3 | 1 | 0 | 2 | 1  | 3  | −2 | 3 |                  |
| 4   | Россия (Х) | 3 | 1 | 0 | 2 | 2  | 7  | −5 | 3 |                  |

1. 1 2 3  Команды набрали равное количество очков. Для ранжирования использовался показатель разницы мячей в очных встречах (Дания +2, Финляндия 0, Россия −2).

| Дания | 0:1     | Финляндия        |
| ----- | ------- | ---------------- |
|       | (отчёт) | - Похьянпало 60′ |

| Бельгия                      | 3:0     | Россия |
| ---------------------------- | ------- | ------ |
| - Лукаку 10′ 88′ - Мёнье 34′ | (отчёт) |        |

| Финляндия | 0:1     | Россия         |
| --------- | ------- | -------------- |
|           | (отчёт) | Миранчук 45+2′ |

| Дания         | 1:2     | Бельгия                       |
| ------------- | ------- | ----------------------------- |
| - Поульсен 2′ | (отчёт) | - Т. Азар 55′ - Де Брёйне 70′ |

| Россия             | 1:4     | Дания                                                    |
| ------------------ | ------- | -------------------------------------------------------- |
| - Дзюба 70′ (пен.) | (отчёт) | - Дамсгор 38′ - Поульсен 59′ - Кристенсен 79′ - Меле 82′ |

| Финляндия | 0:2     | Бельгия                             |
| --------- | ------- | ----------------------------------- |
|           | (отчёт) | - Градецкий 74′ (авт.) - Лукаку 81′ |

### Группа C
| Поз | Команда            | И | В | Н | П | МЗ | МП | РМ | О | Квалификация     |
| --- | ------------------ | - | - | - | - | -- | -- | -- | - | ---------------- |
| 1   | Нидерланды (Х)     | 3 | 3 | 0 | 0 | 8  | 2  | +6 | 9 | Выход в плей-офф |
| 2   | Австрия            | 3 | 2 | 0 | 1 | 4  | 3  | +1 | 6 | Выход в плей-офф |
| 3   | Украина            | 3 | 1 | 0 | 2 | 4  | 5  | −1 | 3 | Выход в плей-офф |
| 4   | Северная Македония | 3 | 0 | 0 | 3 | 2  | 8  | −6 | 0 |                  |

| Австрия                                      | 3:1     | Северная Македония |
| -------------------------------------------- | ------- | ------------------ |
| - Лайнер 18′ - Грегорич 78′ - Арнаутович 89′ | (отчёт) | - Пандев 28′       |

| Нидерланды                                   | 3:2     | Украина                       |
| -------------------------------------------- | ------- | ----------------------------- |
| - Вейналдум 52′ - Вегхорст 59′ - Дюмфрис 85′ | (отчёт) | - Ярмоленко 75′ - Яремчук 79′ |

| Украина                       | 2:1     | Северная Македония |
| ----------------------------- | ------- | ------------------ |
| - Ярмоленко 29′ - Яремчук 34′ | (отчёт) | Алиоский 57′       |

| Нидерланды                       | 2:0     | Австрия |
| -------------------------------- | ------- | ------- |
| - Депай 11′ (пен.) - Дюмфрис 67′ | (отчёт) |         |

| Северная Македония | 0:3     | Нидерланды                       |
| ------------------ | ------- | -------------------------------- |
|                    | (отчёт) | - Депай 24′ - Вейналдум 51′, 58′ |

| Украина | 0:1     | Австрия           |
| ------- | ------- | ----------------- |
|         | (отчёт) | - Баумгартнер 21′ |

### Группа D
| Поз | Команда       | И | В | Н | П | МЗ | МП | РМ | О | Квалификация     |
| --- | ------------- | - | - | - | - | -- | -- | -- | - | ---------------- |
| 1   | Англия (Х)    | 3 | 2 | 1 | 0 | 2  | 0  | +2 | 7 | Выход в плей-офф |
| 2   | Хорватия      | 3 | 1 | 1 | 1 | 4  | 3  | +1 | 4 | Выход в плей-офф |
| 3   | Чехия         | 3 | 1 | 1 | 1 | 3  | 2  | +1 | 4 | Выход в плей-офф |
| 4   | Шотландия (Х) | 3 | 0 | 1 | 2 | 1  | 5  | −4 | 1 |                  |

1. 1 2  Команды сыграли вничью в очной встрече (Хорватия 1:1 Чехия) и имеют одинаковую разницу мячей (+1). Для ранжирования использовался показатель забитых мячей.

| Англия         | 1:0     | Хорватия |
| -------------- | ------- | -------- |
| - Стерлинг 57′ | (отчёт) |          |

| Шотландия | 0:2     | Чехия        |
| --------- | ------- | ------------ |
|           | (отчёт) | Шик 42′, 52′ |

| Хорватия    | 1:1     | Чехия          |
| ----------- | ------- | -------------- |
| Перишич 47′ | (отчёт) | Шик 37′ (пен.) |

| Англия | 0:0     | Шотландия |
| ------ | ------- | --------- |
|        | (отчёт) |           |

| Хорватия                                | 3:1     | Шотландия       |
| --------------------------------------- | ------- | --------------- |
| - Влашич 17′ - Модрич 62′ - Перишич 77′ | (отчёт) | - Макгрегор 42′ |

| Чехия | 0:1     | Англия       |
| ----- | ------- | ------------ |
|       | (отчёт) | Стерлинг 12′ |

### Группа E
| Поз | Команда     | И | В | Н | П | МЗ | МП | РМ | О | Квалификация     |
| --- | ----------- | - | - | - | - | -- | -- | -- | - | ---------------- |
| 1   | Швеция      | 3 | 2 | 1 | 0 | 4  | 2  | +2 | 7 | Выход в плей-офф |
| 2   | Испания (Х) | 3 | 1 | 2 | 0 | 6  | 1  | +5 | 5 | Выход в плей-офф |
| 3   | Словакия    | 3 | 1 | 0 | 2 | 2  | 7  | −5 | 3 |                  |
| 4   | Польша      | 3 | 0 | 1 | 2 | 4  | 6  | −2 | 1 |                  |

| Польша        | 1:2     | Словакия                            |
| ------------- | ------- | ----------------------------------- |
| - Линетты 46′ | (отчёт) | - Щенсный 18′ (авт.) - Шкриньяр 69′ |

| Испания | 0:0     | Швеция |
| ------- | ------- | ------ |
|         | (отчёт) |        |

| Швеция              | 1:0     | Словакия |
| ------------------- | ------- | -------- |
| Форсберг 77′ (пен.) | (отчёт) |          |

| Испания    | 1:1     | Польша           |
| ---------- | ------- | ---------------- |
| Мората 25′ | (отчёт) | Левандовский 54′ |

| Словакия | 0:5     | Испания                                                                               |
| -------- | ------- | ------------------------------------------------------------------------------------- |
|          | (отчёт) | - Дубравка 30′ (авт.) - Ляпорт 45+2′ - Сарабия 56′ - Ф. Торрес 67′ - Куцка 71′ (авт.) |

| Швеция                             | 3:2     | Польша                |
| ---------------------------------- | ------- | --------------------- |
| - Форсберг 2′, 59′ - Классон 90+4′ | (отчёт) | Левандовский 61′, 84′ |

### Группа F
| Поз | Команда      | И | В | Н | П | МЗ | МП | РМ | О | Квалификация     |
| --- | ------------ | - | - | - | - | -- | -- | -- | - | ---------------- |
| 1   | Франция      | 3 | 1 | 2 | 0 | 4  | 3  | +1 | 5 | Выход в плей-офф |
| 2   | Германия (Х) | 3 | 1 | 1 | 1 | 6  | 5  | +1 | 4 | Выход в плей-офф |
| 3   | Португалия   | 3 | 1 | 1 | 1 | 7  | 6  | +1 | 4 | Выход в плей-офф |
| 4   | Венгрия (Х)  | 3 | 0 | 2 | 1 | 3  | 6  | −3 | 2 |                  |

1. 1 2  Команды ранжированы по результату очной встречи (Португалия 2:4 Германия).

| Венгрия | 0:3     | Португалия                                           |
| ------- | ------- | ---------------------------------------------------- |
|         | (отчёт) | - Геррейру 84′ - Криштиану Роналду 87′ (пен.), 90+2′ |

| Франция             | 1:0     | Германия |
| ------------------- | ------- | -------- |
| Хуммельс 20′ (авт.) | (отчёт) |          |

| Венгрия     | 1:1     | Франция      |
| ----------- | ------- | ------------ |
| Фиола 45+2′ | (отчёт) | Гризманн 66′ |

| Португалия                         | 2:4     | Германия                                                          |
| ---------------------------------- | ------- | ----------------------------------------------------------------- |
| - Криштиану Роналду 15′ - Жота 67′ | (отчёт) | - Диаш 35′ (авт.) - Геррейру 39′ (авт.) - Хаверц 51′ - Госенс 60′ |

| Португалия                              | 2:2     | Франция                  |
| --------------------------------------- | ------- | ------------------------ |
| Криштиану Роналду 30′ (пен.) 60′ (пен.) | (отчёт) | Бензема 45+2′ (пен.) 47′ |

| Германия                   | 2:2     | Венгрия                 |
| -------------------------- | ------- | ----------------------- |
| - Хаверц 66′ - Горецка 84′ | (отчёт) | - Салаи 11′ - Шефер 68′ |

### Рейтинг команд, занявших третье место
| Поз | Гр. | Команда    | И | В | Н | П | МЗ | МП | РМ | О | Квалификация     |
| --- | --- | ---------- | - | - | - | - | -- | -- | -- | - | ---------------- |
| 1   | F   | Португалия | 3 | 1 | 1 | 1 | 7  | 6  | +1 | 4 | Выход в плей-офф |
| 2   | D   | Чехия      | 3 | 1 | 1 | 1 | 3  | 2  | +1 | 4 | Выход в плей-офф |
| 3   | A   | Швейцария  | 3 | 1 | 1 | 1 | 4  | 5  | −1 | 4 | Выход в плей-офф |
| 4   | C   | Украина    | 3 | 1 | 0 | 2 | 4  | 5  | −1 | 3 | Выход в плей-офф |
| 5   | B   | Финляндия  | 3 | 1 | 0 | 2 | 1  | 3  | −2 | 3 |                  |
| 6   | E   | Словакия   | 3 | 1 | 0 | 2 | 2  | 7  | −5 | 3 |                  |

## Плей-офф
Этап плей-офф начался после завершения группового этапа и проводится по олимпийской системе с выбыванием из турнира проигравших команд. Если матч на этом этапе завершается вничью после 90 минут основного времени, назначается дополнительное время (два тайма по 15 минут каждый). Если и после завершения дополнительного времени счёт равный, то победитель матча определяется в серии послематчевых пенальти.
Матча за третье место не будет: подобные матчи в последний раз проводились в 1980 году.

Возможные комбинации матчей 1/8 финала с участием команд, занявших в групповом этапе третье место, зависели от конкретных групп, из которых квалифицируются четыре лучшие команды, занявшие третье место
|  | Итоговая комбинация |

| Команды, занявшие 3-е место и вышедшие в 1/8 финала | Команды, занявшие 3-е место и вышедшие в 1/8 финала | Команды, занявшие 3-е место и вышедшие в 1/8 финала | Команды, занявшие 3-е место и вышедшие в 1/8 финала | Команды, занявшие 3-е место и вышедшие в 1/8 финала | Команды, занявшие 3-е место и вышедшие в 1/8 финала |    | 1B против | 1C против | 1E против | 1F против |
| --------------------------------------------------- | --------------------------------------------------- | --------------------------------------------------- | --------------------------------------------------- | --------------------------------------------------- | --------------------------------------------------- | -- | --------- | --------- | --------- | --------- |
| A                                                   | B                                                   | C                                                   | D                                                   |                                                     |                                                     | 3A | 3D        | 3B        | 3C        |           |
| A                                                   | B                                                   | C                                                   |                                                     | E                                                   |                                                     | 3A | 3E        | 3B        | 3C        |           |
| A                                                   | B                                                   | C                                                   |                                                     |                                                     | F                                                   | 3A | 3F        | 3B        | 3C        |           |
| A                                                   | B                                                   |                                                     | D                                                   | E                                                   |                                                     | 3D | 3E        | 3A        | 3B        |           |
| A                                                   | B                                                   |                                                     | D                                                   |                                                     | F                                                   | 3D | 3F        | 3A        | 3B        |           |
| A                                                   | B                                                   |                                                     |                                                     | E                                                   | F                                                   | 3E | 3F        | 3B        | 3A        |           |
| A                                                   |                                                     | C                                                   | D                                                   | E                                                   |                                                     | 3E | 3D        | 3C        | 3A        |           |
| A                                                   |                                                     | C                                                   | D                                                   |                                                     | F                                                   | 3F | 3D        | 3C        | 3A        |           |
| A                                                   |                                                     | C                                                   |                                                     | E                                                   | F                                                   | 3E | 3F        | 3C        | 3A        |           |
| A                                                   |                                                     |                                                     | D                                                   | E                                                   | F                                                   | 3E | 3F        | 3D        | 3A        |           |
|                                                     | B                                                   | C                                                   | D                                                   | E                                                   |                                                     | 3E | 3D        | 3B        | 3C        |           |
|                                                     | B                                                   | C                                                   | D                                                   |                                                     | F                                                   | 3F | 3D        | 3C        | 3B        |           |
|                                                     | B                                                   | C                                                   |                                                     | E                                                   | F                                                   | 3F | 3E        | 3C        | 3B        |           |
|                                                     | B                                                   |                                                     | D                                                   | E                                                   | F                                                   | 3F | 3E        | 3D        | 3B        |           |
|                                                     |                                                     | C                                                   | D                                                   | E                                                   | F                                                   | 3F | 3E        | 3D        | 3C        |           |

Указано центральноевропейское летнее время начала матчей (UTC+2). Если матч проходит в другом часовом поясе, также приводится местное время.

### Сетка
|  | 1/8 финала            | 1/8 финала               |                   |       | Четвертьфиналы | Четвертьфиналы |  |  | Полуфиналы | Полуфиналы |  |  | Финал | Финал |
|  |                       |                          |                   |       |                |                |  |  |            |            |  |  |       |       |
|  | 27 июня — Севилья     |                          |                   |       |                |                |  |  |            |            |  |  |       |       |
|  |                       |                          |                   |       |                |                |  |  |            |            |  |  |       |       |
|  | B1 Бельгия            | 1                        |                   |       |                |                |  |  |            |            |  |  |       |       |
|  | B1 Бельгия            | 1                        | 2 июля — Мюнхен   |       |                |                |  |  |            |            |  |  |       |       |
|  | F3 Португалия         | 0                        |                   |       |                |                |  |  |            |            |  |  |       |       |
|  | F3 Португалия         | 0                        | Бельгия           | 1     |                |                |  |  |            |            |  |  |       |       |
|  | 26 июня — Лондон      |                          | Бельгия           | 1     |                |                |  |  |            |            |  |  |       |       |
|  |                       | Италия                   | 2                 |       |                |                |  |  |            |            |  |  |       |       |
|  | A1 Италия (доп. вр.)  | Италия                   | 2                 | 2     |                |                |  |  |            |            |  |  |       |       |
|  | A1 Италия (доп. вр.)  |                          | 6 июля — Лондон   | 2     |                |                |  |  |            |            |  |  |       |       |
|  | C2 Австрия            | 1                        |                   |       |                |                |  |  |            |            |  |  |       |       |
|  | C2 Австрия            | 1                        | Италия (пен.)     | 1 (4) |                |                |  |  |            |            |  |  |       |       |
|  | 28 июня — Бухарест    |                          | Италия (пен.)     | 1 (4) |                |                |  |  |            |            |  |  |       |       |
|  |                       | Испания                  | 1 (2)             |       |                |                |  |  |            |            |  |  |       |       |
|  | F1 Франция            | Испания                  | 1 (2)             | 3 (4) |                |                |  |  |            |            |  |  |       |       |
|  | F1 Франция            | 2 июля — Санкт-Петербург |                   | 3 (4) |                |                |  |  |            |            |  |  |       |       |
|  | A3 Швейцария (пен.)   | 3 (5)                    |                   |       |                |                |  |  |            |            |  |  |       |       |
|  | A3 Швейцария (пен.)   | 3 (5)                    | Швейцария         | 1 (1) |                |                |  |  |            |            |  |  |       |       |
|  | 28 июня — Копенгаген  |                          | Швейцария         | 1 (1) |                |                |  |  |            |            |  |  |       |       |
|  |                       | Испания (пен.)           | 1 (3)             |       |                |                |  |  |            |            |  |  |       |       |
|  | D2 Хорватия           | Испания (пен.)           | 1 (3)             | 3     |                |                |  |  |            |            |  |  |       |       |
|  | D2 Хорватия           |                          | 11 июля — Лондон  | 3     |                |                |  |  |            |            |  |  |       |       |
|  | E2 Испания (доп. вр.) | 5                        |                   |       |                |                |  |  |            |            |  |  |       |       |
|  | E2 Испания (доп. вр.) | 5                        | Италия (пен.)     | 1 (3) |                |                |  |  |            |            |  |  |       |       |
|  | 29 июня — Глазго      |                          | Италия (пен.)     | 1 (3) |                |                |  |  |            |            |  |  |       |       |
|  |                       | Англия                   | 1 (2)             |       |                |                |  |  |            |            |  |  |       |       |
|  | E1 Швеция             | Англия                   | 1 (2)             | 1     |                |                |  |  |            |            |  |  |       |       |
|  | E1 Швеция             | 3 июля — Рим             |                   | 1     |                |                |  |  |            |            |  |  |       |       |
|  | C3 Украина (доп. вр.) | 2                        |                   |       |                |                |  |  |            |            |  |  |       |       |
|  | C3 Украина (доп. вр.) | 2                        | Украина           | 0     |                |                |  |  |            |            |  |  |       |       |
|  | 29 июня — Лондон      |                          | Украина           | 0     |                |                |  |  |            |            |  |  |       |       |
|  |                       | Англия                   | 4                 |       |                |                |  |  |            |            |  |  |       |       |
|  | D1 Англия             | Англия                   | 4                 | 2     |                |                |  |  |            |            |  |  |       |       |
|  | D1 Англия             |                          | 7 июля — Лондон   | 2     |                |                |  |  |            |            |  |  |       |       |
|  | F2 Германия           | 0                        |                   |       |                |                |  |  |            |            |  |  |       |       |
|  | F2 Германия           | 0                        | Англия (доп. вр.) | 2     |                |                |  |  |            |            |  |  |       |       |
|  | 27 июня — Будапешт    |                          | Англия (доп. вр.) | 2     |                |                |  |  |            |            |  |  |       |       |
|  |                       | Дания                    | 1                 |       |                |                |  |  |            |            |  |  |       |       |
|  | C1 Нидерланды         | Дания                    | 1                 | 0     |                |                |  |  |            |            |  |  |       |       |
|  | C1 Нидерланды         | 3 июля — Баку            |                   | 0     |                |                |  |  |            |            |  |  |       |       |
|  | D3 Чехия              | 2                        |                   |       |                |                |  |  |            |            |  |  |       |       |
|  | D3 Чехия              | 2                        | Чехия             | 1     |                |                |  |  |            |            |  |  |       |       |
|  | 26 июня — Амстердам   |                          | Чехия             | 1     |                |                |  |  |            |            |  |  |       |       |
|  |                       | Дания                    | 2                 |       |                |                |  |  |            |            |  |  |       |       |
|  | A2 Уэльс              | Дания                    | 2                 | 0     |                |                |  |  |            |            |  |  |       |       |
|  | A2 Уэльс              |                          |                   | 0     |                |                |  |  |            |            |  |  |       |       |
|  | B2 Дания              | 4                        |                   |       |                |                |  |  |            |            |  |  |       |       |
|  | B2 Дания              | 4                        |                   |       |                |                |  |  |            |            |  |  |       |       |

### 1/8 финала
| Уэльс | 0:4     | Дания                                           |
| ----- | ------- | ----------------------------------------------- |
|       | (отчёт) | - Дольберг 27′ 48′ - Меле 88′ - Брейтуэйт 90+4′ |

| Италия                     | 2:1 (доп. вр.) | Австрия          |
| -------------------------- | -------------- | ---------------- |
| - Кьеза 95′ - Пессина 105′ | (отчёт)        | - Калайджич 114′ |

| Нидерланды | 0:2     | Чехия                 |
| ---------- | ------- | --------------------- |
|            | (отчёт) | - Голеш 68′ - Шик 80′ |

| Бельгия     | 1:0     | Португалия |
| ----------- | ------- | ---------- |
| Т. Азар 42′ | (отчёт) |            |

| Хорватия                                       | 3:5 (доп. вр.) | Испания                                                                        |
| ---------------------------------------------- | -------------- | ------------------------------------------------------------------------------ |
| - Педри 20′ (авт.) - Оршич 85′ - Пашалич 90+2′ | (отчёт)        | - Сарабия 38′ - Аспиликуэта 57′ - Ф. Торрес 77′ - Мората 100′ - Оярсабаль 103′ |

| Франция                                    | 3:3 (доп. вр.) | Швейцария                                       |
| ------------------------------------------ | -------------- | ----------------------------------------------- |
| - Бензема 57′ 59′ - Погба 75′              | (отчёт)        | - Сеферович 15′ 81′ - Гавранович 90′            |
| Пенальти                                   |                |                                                 |
| - Погба - Жиру - Тюрам - Кимпембе - Мбаппе | 4:5            | - Гавранович - Шер - Аканджи - Варгас - Мехмеди |

| Англия                    | 2:0     | Германия |
| ------------------------- | ------- | -------- |
| - Стерлинг 75′ - Кейн 86′ | (отчёт) |          |

| Швеция         | 1:2 (доп. вр.) | Украина                        |
| -------------- | -------------- | ------------------------------ |
| - Форсберг 43′ | (отчёт)        | - Зинченко 27′ - Довбик 120+1′ |

### Четвертьфиналы
| Швейцария                             | 1:1 (доп. вр.) | Испания                                        |
| ------------------------------------- | -------------- | ---------------------------------------------- |
| Шакири 68′                            | (отчёт)        | Закариа 8′ (авт.)                              |
| Пенальти                              |                |                                                |
| - Гавранович - Шер - Аканджи - Варгас | 1:3            | - Бускетс - Ольмо - Родри - Морено - Оярсабаль |

| Бельгия               | 1:2     | Италия                      |
| --------------------- | ------- | --------------------------- |
| - Лукаку 45+2′ (пен.) | (отчёт) | - Барелла 31′ - Инсинье 44′ |

| Чехия     | 1:2     | Дания                       |
| --------- | ------- | --------------------------- |
| - Шик 49′ | (отчёт) | - Дилейни 5′ - Дольберг 42′ |

| Украина | 0:4     | Англия                                      |
| ------- | ------- | ------------------------------------------- |
|         | (отчёт) | - Кейн 4′ 50′ - Магуайр 46′ - Хендерсон 63′ |

### Полуфиналы
| Италия                                                   | 1:1 (доп. вр.) | Испания                                |
| -------------------------------------------------------- | -------------- | -------------------------------------- |
| - Кьеза 60′                                              | (отчёт)        | - Мората 80′                           |
| Пенальти                                                 |                |                                        |
| - Локателли - Белотти - Бонуччи - Бернардески - Жоржиньо | 4:2            | - Ольмо - Морено - Алькантара - Мората |

| Англия                        | 2:1 (доп. вр.) | Дания         |
| ----------------------------- | -------------- | ------------- |
| - Кьер 39′ (авт.) - Кейн 104′ | (отчёт)        | - Дамсгор 30′ |

### Финал
| Италия                                                 | 1:1 (доп. вр.) | Англия                                    |
| ------------------------------------------------------ | -------------- | ----------------------------------------- |
| - Бонуччи 67′                                          | (отчёт)        | - Шоу 2′                                  |
| Пенальти                                               |                |                                           |
| - Берарди - Белотти - Бонуччи - Бернардески - Жоржиньо | 3:2            | - Кейн - Магуайр - Рашфорд - Санчо - Сака |

## Чемпион
| Чемпион Европы по футболу 2020 |
| Италия Второй титул            |

## Статистика

### Бомбардиры
Примечание: В скобках указано, сколько голов из общего числа забито с пенальти.
5 голов
- Криштиану Роналду (3 ― с пенальти) — за 4 матча — обладатель «Золотой бутсы»
- Патрик Шик (1 ― с пенальти) — за 5 матчей

4 гола
- Гарри Кейн
- Ромелу Лукаку (1 ― с пенальти)
- Карим Бензема (1 ― с пенальти)
- Эмиль Форсберг (1 ― с пенальти)

3 гола
- Рахим Стерлинг
- Каспер Дольберг
- Альваро Мората
- Джорджиньо Вейналдум
- Роберт Левандовский
- Харис Сеферович
- Джердан Шакири

2 гола
- Торган Азар
- Кай Хаверц
- Миккель Дамсгор
- Йоаким Меле
- Юссуф Поульсен
- Пабло Сарабия
- Ферран Торрес
- Чиро Иммобиле
- Лоренцо Инсинье
- Федерико Кьеза
- Мануэль Локателли
- Маттео Пессина
- Мемфис Депай (1 ― с пенальти)
- Дензел Дюмфрис
- Роман Яремчук
- Андрей Ярмоленко
- Иван Перишич

1 гол
- Марко Арнаутович
- Кристоф Баумгартнер
- Михаэль Грегорич
- Саша Калайджич
- Штефан Лайнер
- Гарри Магуайр
- Джордан Хендерсон
- Люк Шоу
- Тома Мёнье
- Адам Салаи
- Аттила Фиола
- Андраш Шефер
- Леон Горецка
- Робин Госенс
- Мартин Брейтуэйт
- Томас Дилейни
- Андреас Кристенсен
- Сесар Аспиликуэта
- Эмерик Ляпорт
- Микель Оярсабаль
- Николо Барелла
- Леонардо Бонуччи
- Ваут Вегхорст
- Кароль Линетты
- Рафаэл Геррейру
- Диогу Жота
- Артём Дзюба (пен.)
- Алексей Миранчук
- Горан Пандев
- Эзган Алиоский
- Милан Шкриньяр
- Ирфан Кахведжи
- Артём Довбик
- Александр Зинченко
- Киффер Мур
- Коннор Робертс
- Аарон Рэмзи
- Йоэль Похьянпало
- Антуан Гризманн
- Поль Погба
- Никола Влашич
- Лука Модрич
- Мислав Оршич
- Марио Пашалич
- Томаш Голеш
- Марио Гавранович
- Виктор Классон
- Каллум Макгрегор

Автоголы
- Матс Хуммельс (в матче против  Франции)
- Симон Кьер (в матче против  Англии)
- Педри (в матче против  Хорватии)
- Войцех Щенсный (в матче против  Словакии)
- Рафаэл Геррейру (в матче против  Германии)
- Рубен Диаш (в матче против  Германии)
- Мартин Дубравка (в матче против  Испании)
- Юрай Куцка (в матче против  Испании)
- Мерих Демирал (в матче против  Италии)
- Лукаш Градецкий (в матче против  Бельгии)
- Денис Закариа (в матче против  Испании)

### Авторы голевых передач
4 голевые передачи
- Марко Верратти
- Стивен Цубер

3 голевые передачи
- Люк Шоу
- Пьер-Эмиль Хёйбьерг
- Дани Ольмо

2 голевые передачи
- Давид Алаба
- Джек Грилиш
- Кевин Де Брёйне
- Тома Мёнье
- Роланд Шаллаи
- Робин Госенс
- Йозуа Киммих
- Жорди Альба
- Жерар Морено
- Пабло Сарабия
- Пау Торрес
- Доменико Берарди
- Леонардо Спинаццола
- Мемфис Депай
- Дониэлл Мален
- Рафа Силва
- Андрей Ярмоленко
- Гарет Бейл
- Владимир Цоуфал
- Деян Кулушевски

1 голевая передача
- Марсель Забитцер
- Конрад Лаймер
- Луис Шауб
- Мейсон Маунт
- Букайо Сака
- Рахим Стерлинг
- Киран Триппьер
- Калвин Филлипс
- Эден Азар
- Томас Вермален
- Дрис Мертенс
- Адам Салаи
- Матс Хуммельс
- Миккель Дамсгор
- Матиас Йенсен
- Андреас Корнелиус
- Йенс Ларсен
- Йоаким Меле
- Хосе Гайя
- Ферран Торрес
- Франческо Ачерби
- Николо Барелла
- Чиро Иммобиле
- Рафаэл Толой
- Натан Аке
- Пётр Зелиньский
- Мацей Рыбус
- Пшемыслав Франковский
- Камиль Юзвяк
- Диогу Жота
- Криштиану Роналду
- Артём Дзюба
- Марек Гамшик
- Роберт Мак
- Хакан Чалханоглу
- Александр Зинченко
- Александр Караваев
- Руслан Малиновский
- Роман Яремчук
- Джо Моррелл
- Йере Уронен
- Антуан Гризманн
- Килиан Мбаппе
- Поль Погба
- Лукас Эрнандес
- Матео Ковачич
- Андрей Крамарич
- Лука Модрич
- Мислав Оршич
- Иван Перишич
- Томаш Голеш
- Томаш Калас
- Гранит Джака
- Кевин Мбабу
- Ремо Фройлер
- Джердан Шакири
- Александер Исак

### Итоговая таблица участников
| Н  | Страна             | И | В | Н | П | МЗ | МП | ±  | О  |
| -- | ------------------ | - | - | - | - | -- | -- | -- | -- |
| 1  | Италия             | 7 | 5 | 2 | 0 | 13 | 4  | +9 | 17 |
| 2  | Англия             | 7 | 5 | 2 | 0 | 11 | 2  | +9 | 17 |
| 3  | Испания            | 6 | 2 | 4 | 0 | 13 | 6  | +7 | 10 |
| 4  | Дания              | 6 | 3 | 0 | 3 | 12 | 7  | +5 | 9  |
| 5  | Бельгия            | 5 | 4 | 0 | 1 | 9  | 3  | +6 | 12 |
| 6  | Чехия              | 5 | 2 | 1 | 2 | 6  | 4  | +2 | 7  |
| 7  | Швейцария          | 5 | 1 | 3 | 1 | 8  | 9  | -1 | 6  |
| 8  | Украина            | 5 | 2 | 0 | 3 | 6  | 10 | -4 | 6  |
| 9  | Нидерланды         | 4 | 3 | 0 | 1 | 8  | 4  | +4 | 9  |
| 10 | Швеция             | 4 | 2 | 1 | 1 | 5  | 4  | +1 | 7  |
| 11 | Франция            | 4 | 1 | 3 | 0 | 7  | 6  | +1 | 6  |
| 12 | Австрия            | 4 | 2 | 0 | 2 | 5  | 5  | 0  | 6  |
| 13 | Португалия         | 4 | 1 | 1 | 2 | 7  | 7  | 0  | 4  |
| 14 | Германия           | 4 | 1 | 1 | 2 | 6  | 7  | -1 | 4  |
| 15 | Хорватия           | 4 | 1 | 1 | 2 | 7  | 8  | -1 | 4  |
| 16 | Уэльс              | 4 | 1 | 1 | 2 | 3  | 6  | -3 | 4  |
| 17 | Финляндия          | 3 | 1 | 0 | 2 | 1  | 3  | -2 | 3  |
| 18 | Россия             | 3 | 1 | 0 | 2 | 2  | 7  | -5 | 3  |
| 19 | Словакия           | 3 | 1 | 0 | 2 | 2  | 7  | -5 | 3  |
| 20 | Венгрия            | 3 | 0 | 2 | 1 | 3  | 6  | -3 | 2  |
| 21 | Польша             | 3 | 0 | 1 | 2 | 4  | 6  | -2 | 1  |
| 22 | Шотландия          | 3 | 0 | 1 | 2 | 1  | 5  | -4 | 1  |
| 23 | Северная Македония | 3 | 0 | 0 | 3 | 2  | 8  | -6 | 0  |
| 24 | Турция             | 3 | 0 | 0 | 3 | 1  | 8  | -7 | 0  |

## Призовой фонд
| Позиция         | Сумма (млн €)                             |
| --------------- | ----------------------------------------- |
| 1-е место       | 10 млн. €                                 |
| 2-е место       | 7 млн. €                                  |
| 1/2             | 5 млн. €                                  |
| 1/4             | 3,25 млн. €                               |
| 1/8             | 2 млн. €                                  |
| Групповой этап  | 1,5 млн.€ за победу, 750 тысяч.€ за ничью |
| Каждый участник | 9,25 млн. €                               |

### Спонсоры
| Международные спонсоры |
| --- |
| \| - Alipay[78] - Booking Holdings[79] - Coca-Cola[80] - FedEx[81] - Газпром[82] - Heineken[83] - Hisense[84] - Qatar Airways[85] - TikTok[86] - Volkswagen[87] - Takeaway.com[88] - Vivo Mobile[89] \| |
| - Alipay - Booking Holdings - Coca-Cola - FedEx - Газпром - Heineken - Hisense - Qatar Airways - TikTok - Volkswagen - Takeaway.com - Vivo Mobile                                                       |

## Билеты
Изначально планировалось, что билеты будут продаваться в трёх ценовых категориях, их стоимость также будет зависеть от города, где проводится матч. В Санкт-Петербурге и ещё восьми городах на игры группового этапа и 1/8 финала цена должна была составить 50, 125 и 185 евро, на матч открытия и четвертьфиналы — 75, 145 и 225 евро.
Билеты на матчи в Баку, Будапеште и Бухаресте будут стоить дешевле, чем в других городах — их стоимость состоит 30, 75 и 125 евро. Как объяснили в УЕФА, это связано с более низкой покупательной способностью местного населения.
Цены на билеты на полуфиналы и финал, которые будут проходить в Лондоне, начинаются от 85 и 95 евро соответственно.
Билеты должны были реализовываться в три этапа только на сайте УЕФА:
- На первом этапе продаж — с 12 июня по 12 июля 2019 года — широкой публике были доступны 1,5 млн билетов, что на 50 % больше, чем на ЕВРО 2016[90].
- На втором этапе продаж — в начале декабря 2019 года — 1 миллион билетов будут доступны для болельщиков команд-участниц, что на 20 % больше, чем в 2016-м. Эти продажи стартовали после финальной жеребьёвки турнира, которая прошла 30 ноября 2019 года.
- Третий этап продаж должен был стартовать в апреле 2020 года, когда по итогам матчей плей-офф квалификации, планировавшихся на 26-31 марта 2020 года, должны были быть определены последние четыре команды-участницы УЕФА ЕВРО 2020.

Однако по причине распространения коронавируса и начала пандемии COVID-19 часть билетов была возвращена. Летом 2020 года возврат билетов был закрыт, компенсации за билеты были выплачены до конца июля 2020 года. Новые сроки распространения билетов будут опубликованы после стыковых матчей — 13 ноября 2020 года.

## Символы и атрибуты

### Логотип турнира
Официальный логотип Евро-2020 был представлен на торжественной церемонии в Лондоне в сентябре 2016 года. На мероприятии присутствовали мэр Лондона Садик Хан, тренер сборной Англии по футболу Сэм Эллардайс, английский футболист, вратарь Дэвид Джеймс, а также председатель и исполнительный директор Футбольной ассоциации Англии Грег Дайк и Мартин Гленн. Президент УЕФА Александер Чеферин представил логотип.
Основным элементом взят мост — распространённый символ единства, который связывает 12 городов турнира.

### Талисман
Официальный талисман Евро-2020 был представлен перед матчем отборочного турнира между сборными Нидерландов и Германии 24 марта 2019 года. Он получил имя Скиллзи, что является производным от английского слова skills — навыки.

### Официальный мяч турнира
Компания Adidas представила официальный мяч чемпионата Европы по футболу 2020 года, сообщает пресс-служба Союза европейских футбольных ассоциаций (УЕФА).
Мяч получил название Uniforia, что является производным от слов Unity (единство) и Euphoria (эйфория). Дизайн мяча отличается яркими линиями в стиле мазка, которые символизируют размытие границ как отражение нового формата соревнования. В 2020 году, в честь 60-летия первого чемпионата Европы, турнир проходит в 12 городах разных стран.

### Официальный гимн турнира
20 октября 2019 года на фестивале Amsterdam Dance Event стало известно, что нидерландский диджей Мартин Гаррикс станет автором гимна чемпионата Европы-2020.

## Чемпионат в филателии и нумизматике
В 2021 году Почта России выпустила три почтовых марки, посвящённые чемпионату.
- Почтовые марки России и Украины, 2021 год
- Логотип турнира
- Талисман с кубком
- Талисман с мячом
- Почтовая марка Украины

В 2021 году Банк России выпустил серию монет, посвящённых чемпионату.
- Серебряная монета номиналом 3 рубля
- Золотая монета номиналом 50 рублей